# تورسکو ویلکیه
تورسکو ویلکیه (به لاتین: Tursko Wielkie) یک منطقهٔ مسکونی در لهستان است که در Gmina Osiek, Świętokrzyskie Voivodeship واقع شده‌است.

## خصوصیات
تورسکو ویلکیه ۱۵۶٫۳ متر بالاتر از سطح دریا واقع شده‌است.